# Bit cực trái

Bit cực trái (tiếng Anh: leftmost bit) là bit nằm ở vị trí đầu tiên trong dãy số nhị phân nếu đếm từ trái sang phải. Trong máy tính, bit cực trái thường được sử dụng làm bit dấu (sign bit), tức dùng để biểu diễn cho dấu của số (xem hình minh họa bên dưới). Trong hầu hết trường hợp, nếu bit dấu là 1, số sẽ là số âm, và nếu bit dấu là 0, số sẽ là số dương.